# Banjica (Belgrade)
Pour les articles homonymes, voir Banjica.
Banjica (en serbe cyrillique : Бањица) est un quartier de Belgrade, la capitale de la Serbie. Il est situé pour moitié sur le territoire de la municipalité de Savski Venac (partie ouest) et pour moitié sur celui de Voždovac (partie est). En 2002, il comptait 17 711 habitants.
Le nom du quartier vient du mot serbe banja, qui signifie la « station thermale » ; ainsi Banjica signifie « la petite station thermale ».

## Localisation

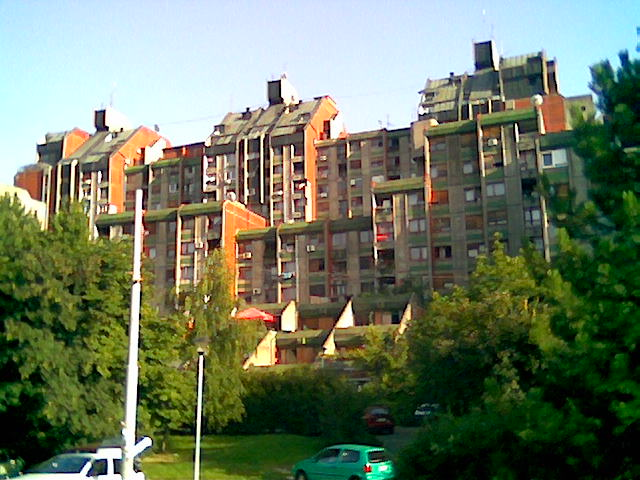
Un ensemble résidentiel de Banjica

Banjica est située à 5-6 kilomètres au sud de Terazije (considérée comme le centre de la capitale serbe), sur la colline de Banjica. À l'ouest, la colline descend dans la vallée et dans le quartier de Lisičji potok et se prolonge jusqu'à la colline et à la forêt de Topčider ; au sud, Banjica descend dans la vallée du Kaljavi potok et est bordé par les quartiers de Kanarevo brdo (au sud-ouest) et Jajinci (au sud-est). Au nord, Banjica s'étend jusqu'au quartier luxueux de Dedinje et, à l'est, il est recouvert par la forêt de Banjica (en serbe : Banjička šuma), qui s'étend le long du Boulevard de la Libération (Bulevar oslobođenja), qui sépare Banjica des quartiers de Voždovac et de Trošarina.

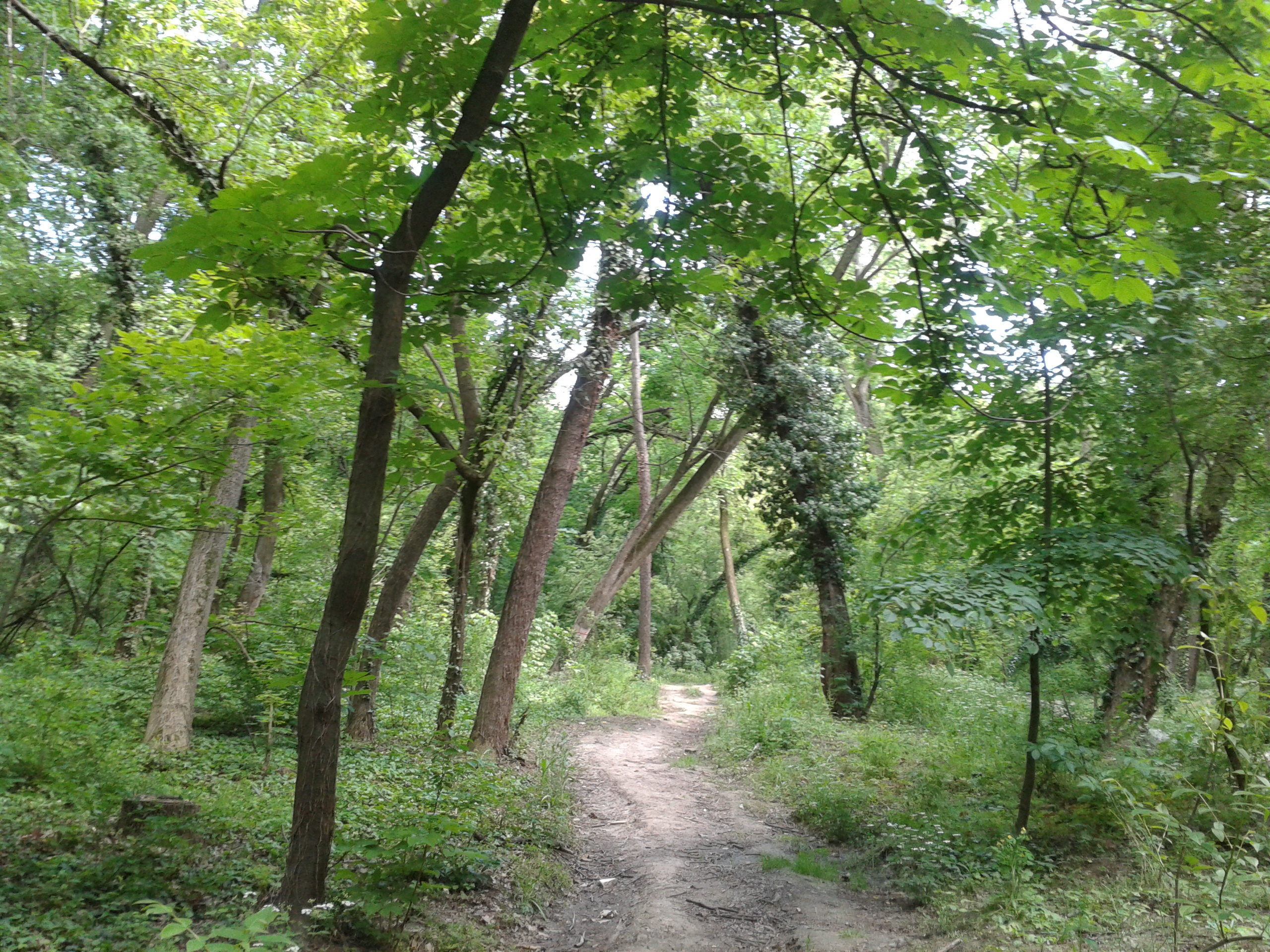
La forêt de Banjica

## Histoire
Les archéologues ont mis au jour sur le territoire de Banjica des figurines, des poteries et des inscriptions caractéristiques de la culture de Vinča et témoignant d'une activité humaine sur le site il y a environ 7 000 ans. Datant de cette période figure le site archéologique d'Usek, qui figure sur la liste des biens culturels protégés de la Ville de Belgrade.
Banjica était autrefois un village situé dans les faubourgs de Belgrade, peuplé au début du XIXe siècle par des migrants venus du sud-est de la Serbie après le second soulèvement serbe de 1815 contre les Ottomans. En 1903, Banjica servit d'emplacement pour la parade militaire organisée à l'occasion du couronnement du roi de Serbie Pierre Ier Karađorđević et, jusqu'à la Seconde Guerre mondiale, Banjica demeura un village calme dont la population s'occupait essentiellement de l'agriculture et dont les productions servaient à la demande croissante de la capitale en denrées alimentaires. Pendant la Seconde Guerre mondiale, les nazis ouvrirent un camp de concentration à Banjica.
Après la guerre, le village fut très fortement urbanisé, les immeubles remplaçant progressivement les vieilles maisons familiales.

## Caractéristiques
Aujourd'hui, Banjica est un quartier principalement résidentiel, abritant également des bâtiments administratifs et des installations sportives :

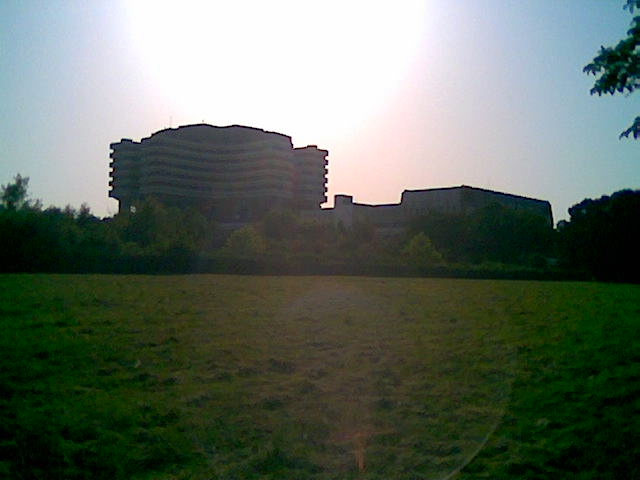
L'Académie médicale militaire de Belgrade

- VMA, l'Académie médicale militaire de Belgrade (Vojnomedicinska akademija)[3], un hôpital militaire installé dans un bâtiment à l'allure massive construit en 1980 au sommet de la colline de Banjica, ce qui le rend visible depuis les parties les plus basses de la ville. Cet hôpital est le plus grand de Serbie.
- un hôpital orthopédique, juste au nord-ouest de la VMA.
- l'Académie de police criminelle (Kriminalisticko policijska akademija)[4].
- le Centre sportif de Banjica (Sportski Centar Banjica)[5], qui comprend des piscines en plein air et qui constitue l'un des lieux les plus fréquentés de Belgrade en été.
- le stade du FK Rad, qui porte le nom de Stade du roi Pierre Ier [Stadion Kralj Petar I), situé juste à côté du centre sportif ; il peut accueillir environ 6 000 spectateurs[6].
- l'église Saint-Basile d'Ostrog.
- le musée du camp de concentration de Banjica, à l'angle des rues Crnotravska et Generala Pavla Jurišića Šturma.
- un Hôtel Best Western (anciennement Mladost), dans la forêt de Banjica.

## Banjica II

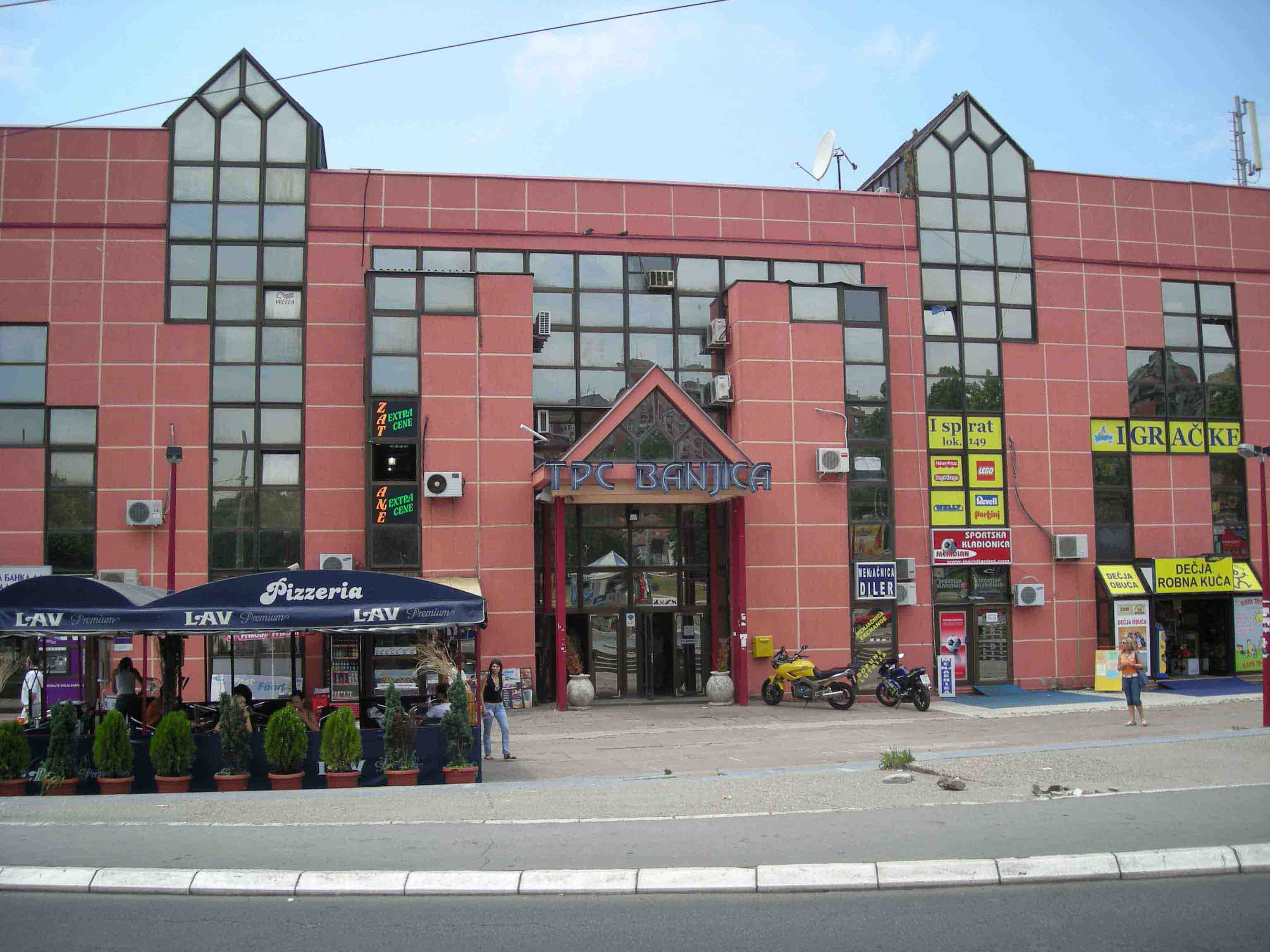
Le centre commercial de Banjica

Banjica II est un petit sous-quartier de Banjica. Il est organisé autour d'un centre commercial, d'un marché de fruits et légumes et d'une école élémentaire dédiée à l'écrivain Bora Stanković.

## Camp de concentration de Banjica

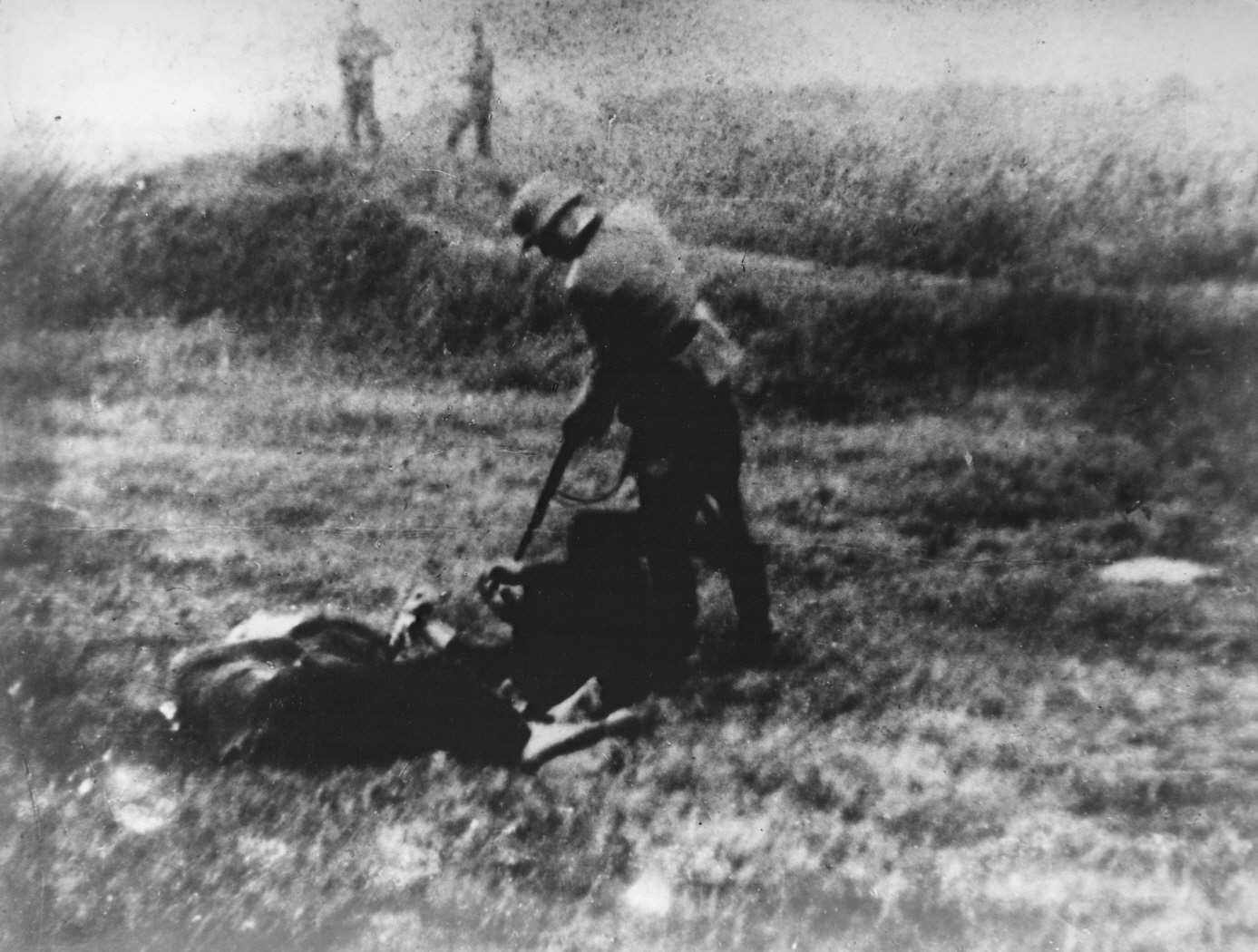
Un soldat allemand pointe son arme sur un prisonnier à Jajinci

En 1941, après l'invasion de la Yougoslavie par les nazis et après l'instauration du Serbie (en allemand : Serbien), un camp de concentration, le camp de Banjica (en serbe cyrillique : Бањички логор ; en serbe latin : Banjički logor) a été ouvert, dans le faubourg de Banjica. Il interna des Juifs, des Serbes, des Roms, des Partisans communistes et d'autres opposants au Troisième Reich. Les registres du camp conservent les noms de 23 637 prisonniers, dont 4286 trouvèrent la mort ou furent exécutés,. Jajinci, qui était alors un village près de Belgrade, servait de lieu d'exécution pour les occupants de Banjica. Les premières exécutions eurent lieu fin juin 1941 contre « les communistes et les Juifs ». La première exécution de masse eut lieu le 17 décembre 1941, avec le meurtre de 170 prisonniers ; certaines sources font état d'une exécution de masse de 250 à 450 Juifs le 17 octobre 1941 au lieu-dit de Trostruki surduk. Le camp de concentration de Banjica a été fermé en septembre 1944, un mois avant le retrait des nazis de Belgrade. Son commandant, Willy Friedrich, a été jugé par une cour militaire à Belgrade le 27 mars 1947 et condamné à mort. Après la guerre, le site du camp a été transformé en musée ; ce musée fait partie du Musée de la Ville de Belgrade. En raison de sa valeur historique et de sa haute valeur humaine, le camp est aujourd'hui classé sur la liste des biens culturels de la Ville de Belgrade.

## Transports

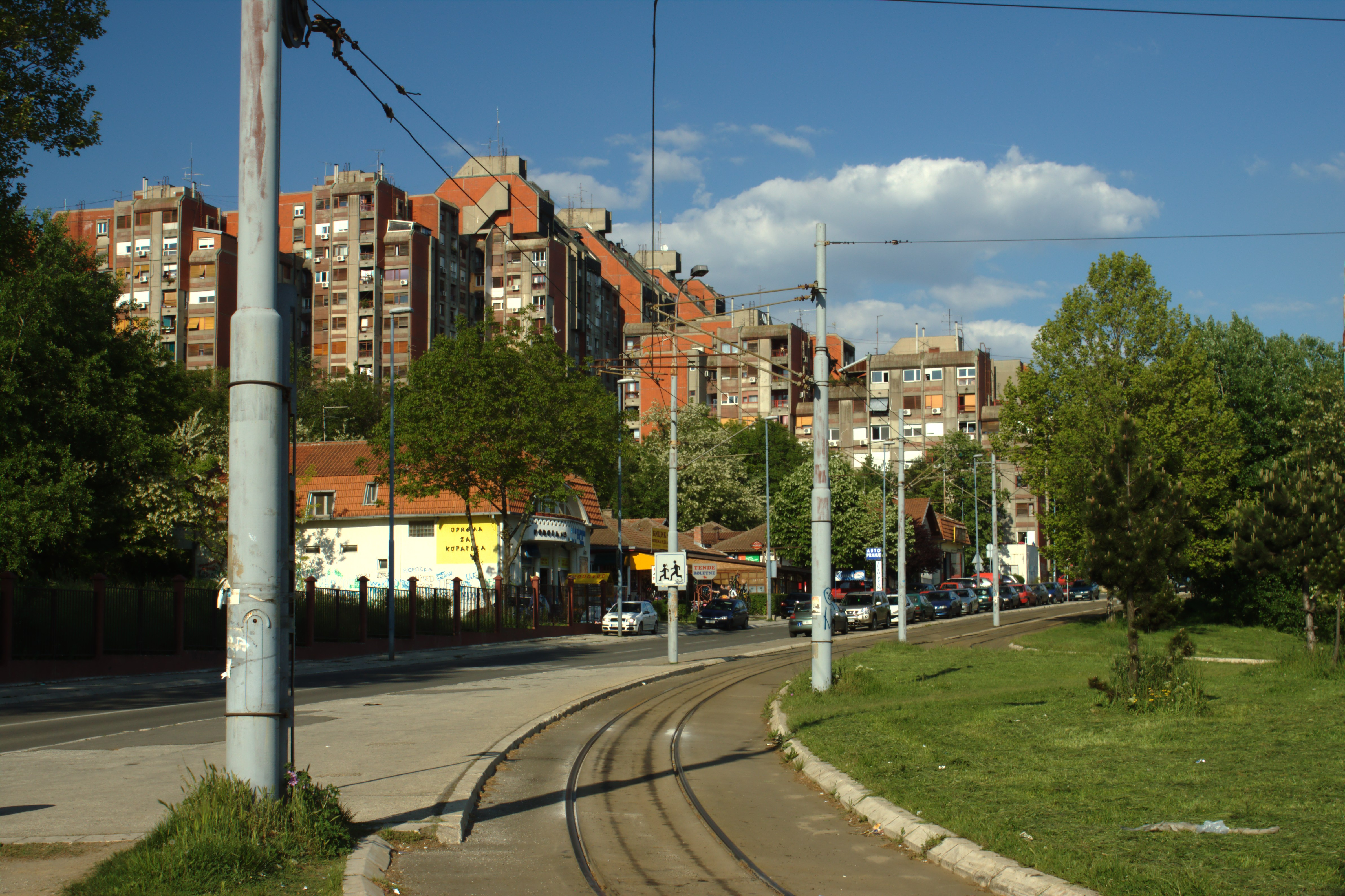
Une ligne de tramway dans le quartier de Banjica

Le quartier de Banjica est desservi par de nombreuses lignes de la société GSP Beograd, avec des bus, des trolleybus et des tramways. Les lignes d'autobus 47 (Slavija – Banjica – Petlovo brdo), 48 (Gare de Pančevački most– Miljakovac II), 50 (Ustanička – Banovo brdo), 59 (Slavija – Petlovo brdo), 78 (Banjica II – Zemun Novi grad) et 94 (Novi Beograd Blok 45 – Miljakovac I), les lignes de trolley 40 (Zvezdara – Banjica II) et 41 (Studentski trg – Banjica II) ainsi que les lignes de tram 9 (Banjica - Blok 45), 10 (Kalemegdan – Banjica) et 14 (Ustanička - Banjica) passent dans le secteur.
D'autres lignes desservent les villages ou les quartiers voisins : 401 (Voždovac – Pinosava), 402 (Voždovac – Beli Potok), 403 (Voždovac – Zuce), 405 (Voždovac – Glumčevo Brdo), 406 (Voždovac – Rakovica selo), 407 (Voždovac – Bela Reka) et 408 (Voždovac – Trešnja) et viennent s'ajouter aux différentes lignes mentionnées plus haut.